# Otter Creek, Florida
Otter Creek är en ort i Levy County i delstaten Florida, USA.